# Ormosia frohnearum
Ormosia frohnearum là một loài ruồi trong họ Limoniidae. Chúng phân bố ở miền Tân bắc.